# Stenus flavipalpis
Stenus flavipalpis är en skalbaggsart som beskrevs av Thomson 1860. Stenus flavipalpis ingår i släktet Stenus, och familjen kortvingar. Arten är reproducerande i Sverige.